# Camera lucida
Camera lucida (lat. "ljust rum") är ett optiskt instrument som tidigare användes av konstnärer som ett teckningshjälpmedel. William Hyde Wollaston tog patent på det 1806. Det användes flitigt av tecknare och målare under 1800-talet. 

## Ett hjälpmedel för teckning
Camera lucida flyttar på delar av synfältet så att den bild som konstnären tecknar sammanfaller med det motiv som teckningen ska avbilda. Konstnären ser motivet och teckningen som om de var på samma plats. Detta gör det möjligt för konstnären att överföra stödpunkter från motivet till teckningsytan, och hjälper på så sätt till att skapa ett korrekt perspektiv och korrekta proportioner. Konstnären kan också dra hjälplinjer längs konturerna av det föremål som skall avbildas.

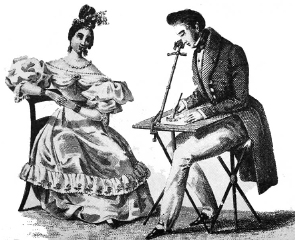
Gravyr av camera lucida i användning, ca 1830

Om bilden av det föremål man önskar rita av är ljus, kan den vara svår att se mot ett vitt papper. Då är det bättre att rita med vit penna på svart papper.
Camera lucida finns fortfarande tillgängligt, men är inte ett vanligt konstnärshjälpmedel och inte heller välkänt. Dock användes det ända in på 1980-talet som ett standardinstrument vid mikroskopering. Vid avteckningen används då en tillsats till mikroskopet och ett prisma enligt Wollastons konstruktion monteras framför okularet varefter föremålet kan tecknas av.
Tidigare var det dyrt att ta fotografier genom mikroskop. Därför finns det många histologiska och mikroanatomiska illustrationer i läroböcker och forskningsrapporter som är tecknade med hjälp av camera lucida. Digitaltekniken inom fotografin har numera förenklat fotograferingen och gjort fotografering via mikroskop till en enkel procedur. Fortfarande är det dock så att det i många fall kan vara lättare att göra en tydlig illustration av det mikroskopisten önskar avbilda genom en teckning, än genom det fotografi som man får genom mikroskopfotografering.

## Den optiska konstruktionen
Namnet camera lucida (lat. för "ljust rum") leder tankarna till ett mycket äldre teckningshjälpmedel, camera obscura (lat. för "mörkt rum"). Den optiska konstruktionen i dessa två apparater uppvisar dock ingen likhet. Camera lucida är en ljus och bärbar apparat som inte erfordrar speciella ljusförhållanden. Ingen bild blir projicerad av camera lucida.
I den enklaste formen av camera lucida tittar konstnären ner på teckningen genom en halvförsilvrad spegel i 45 graders vinkel. Denna överlagrar en direkt bild av teckningsytan under konstnärens öga med en reflekterad bild av scenen framför konstnären. Instrumentet är ofta försett med en negativ lins som ger en virtuell bild av scenen på ungefär samma optiska avstånd som teckningsytan. På så sätt kan båda bilderna ses med god optisk skärpa samtidigt.

## Wollastons prisma

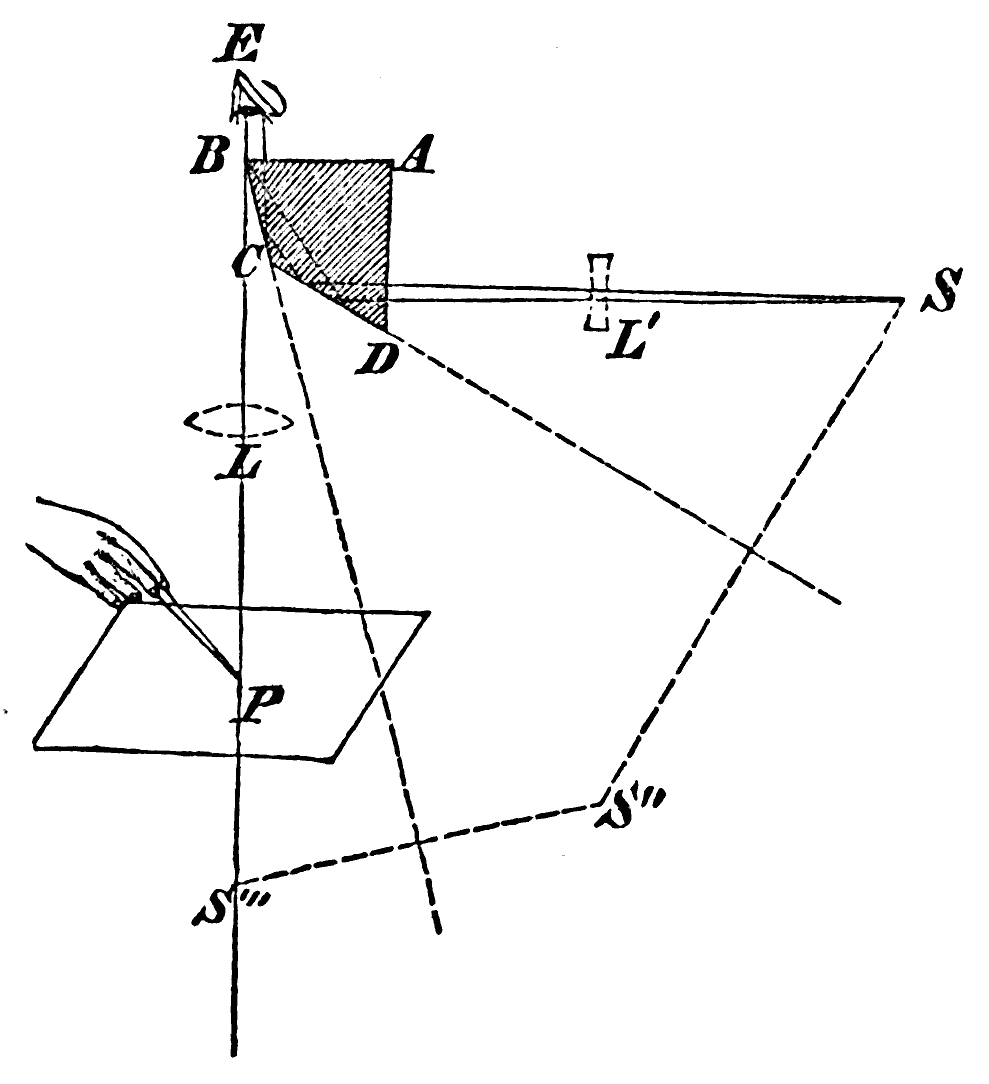
Strålgången i Wollastons camera lucida

Den första camera lucida som Wollaston konstruerade visas i diagrammet till höger. I den användes en stående prisma. Den direkta och den reflekterade bilden läggs på varandra genom att man ställer upp apparaten, så att bara halva ögats pupill ser genom prisman och ser den tecknade bilden P direkt. Den andra halvan ser en rättvänd bild av föremålet reflekterat via två sidor av prismat ABCD. Linserna L och/eller L' gör så att det optiska avståndet till föremålet och ytan blir lika.

## Inspiration för fotografins pionjär
När William Fox Talbot, den fotografiske pionjären, var på smekmånad i Italien 1833 använde han en camera lucida som hjälp för att göra skisser. Han antecknade senare att det var besvikelsen med resultat av hans ansträngningar som uppmuntrade honom att söka efter möjligheter att "få dessa naturliga bilder att återges på ett beständigt sätt".

## Användning av camera lucida i praktiken
Den danske konstnären Vilhelm Hammershøi har sannolikt använt camera lucida för att i några av sina målningar skapa perspektiv med en effekt som liknar den hos en fotografisk vidvinkellins.
Amerikanaren John James Audubons storverk The Birds of America blev under 1840-talet tryckt i en förminskad utgåva, i vilken de talrika bilderna hade blivit nedskalade med hjälp av camera lucida.

## Kända konstnärer ifrågasätts
År 2001 orsakade konstnären David Hockney en stor kontrovers med sin bok "Secret Knowledge: Rediscovering the Lost Techniques of the Old Masters". I den antyder han att stora konstnärer, såsom Jean Auguste Dominique Ingres, van Eyck, och Caravaggio inte arbetade på fri hand, utan tog hjälp av optiska apparater. Han menade att de ofta använt ett arrangemang med en konkav spegel för att projicera bilderna. Resonemanget utgick helt och hållet från hur avbildningarna i målningarna är gjorda. Hans arbete väckte nytt intresse för användning av optisk utrustning som hjälp vid teckning.

## Patentet
Instrumentet blev patenterat 1806 av William Hyde Wollaston, men det verkar som om camera lucida i detta sammanhang faktiskt var en återuppfinning av en apparat, som hade beskrivits noggrant ett par hundra år tidigare av Johannes Kepler i Dioptrice (1611). Under 1800-talet hade dock Keplers beskrivning fallit i glömska, så ingen invändning restes emot Wollastons patentansökan. Namnet "camera lucida" är Wollastons påfund.